# Muse Records
La Muse Records è stata un'etichetta discografica di musica jazz, fondata a New York da Joe Fields nel 1972.

## Storia
Fields ha lavorato come dirigente per la Prestige Records nel 1960. Molti degli album erano stati precedentemente pubblicati sulla Cobblestone Records. La Muse ebbe anche un'altra etichetta, la Onyx Records, che operò fino al 1978, quando Fields e il collaboratore Don Schlitten terminarono la loro relazione professionale.
Alla fine degli anni '70, Muse collaborò con l'olandese Timeless Records per distribuire Timeless Muse.
Muse fu venduta nel 1996 alla 32 Jazz, che ribattezzò e ristampò una grande quantità di registrazioni della Muse. Nel 2003 la Savoy Jazz, che era diventata una sussidiaria di Nippon Columbia, acquisì i diritti del catalogo Muse, insieme a quello della Landmark, da 32 Jazz.
Fields in seguito fondò la HighNote Records e la Savant Records; molti artisti della Muse in seguito registrarono anche per queste etichette.

## Discografia
Dal 1972 al 1995 la Muse pubblicò circa 500 album.
| Cat  | Artista                                   | Album                                                    | Anno       |
| ---- | ----------------------------------------- | -------------------------------------------------------- | ---------- |
| 5001 | James Moody                               | Never Again!                                             | 1972       |
| 5002 | Richard Davis                             | Epistrophy & Now's the Time                              | 1972       |
| 5003 | Roy Brooks                                | The Free Slave                                           | 1970       |
| 5004 | Jimmy Raney                               | Strings & Swings                                         | 1957, 1969 |
| 5005 | Don Patterson                             | The Return of Don Patterson                              | 1972       |
| 5006 | Sonny Stitt                               | 12!                                                      | 1972       |
| 5007 | Jaki Byard                                | There'll Be Some Changes Made                            | 1972       |
| 5008 | Muddy Waters Blues Band                   | Mud in Your Ear                                          | 1967       |
| 5009 | Mark Murphy                               | Bridging a Gap                                           | 1972       |
| 5010 | Cedar Walton                              | A Night At Boomers, Vol. 1                               | 1973       |
| 5011 | Chick Corea                               | Bliss! [re-release of Douglas SD 782]                    | 1967       |
| 5012 | Tiny Grimes                               | Profoundly Blue                                          | 1973       |
| 5013 | Dom Um Romao                              | Dom Um Romao                                             | 1973       |
| 5014 | Grant Green                               | Green Blues [riedizione di Douglas SD 782]               | 1961       |
| 5015 | Cecil Payne e Duke Jordan                 | Brooklyn Brothers                                        | 1973       |
| 5016 | Al Cohn e Zoot Sims                       | Body and Soul                                            | 1973       |
| 5017 | Joao Donato                               | Donato Deodato                                           | 1973       |
| 5018 | Kenny Barron                              | Sunset to Dawn                                           | 1973       |
| 5019 | Eric Kloss                                | One, Two, Free                                           | 1972       |
| 5020 | James Moody                               | Feelin' It Together                                      | 1973       |
| 5021 | Muddy Waters Blues Band                   | Chicken Shack                                            | 1974       |
| 5022 | Cedar Walton                              | A Night At Boomers, Vol. 2                               | 1973       |
| 5023 | Sonny Stitt                               | The Champ                                                | 1973       |
| 5024 | The Visitors                              | In My Youth                                              | 1972       |
| 5025 | Catalyst                                  | Perception                                               | 1972       |
| 5026 | Pat Martino                               | Pat Martino/Live!                                        | 1972       |
| 5027 | Richard Davis                             | Dealin'                                                  | 1972       |
| 5028 | Jimmy Heath                               | Love and Understanding                                   | 1973       |
| 5029 | Neal Creque                               | The Hands of Time                                        | 1973       |
| 5030 | Bobby Pierce                              | New York                                                 | 1973       |
| 5031 | Albert Heath                              | Kwanza (The First)                                       | 1973       |
| 5032 | Don Patterson                             | These Are Soulful Days                                   | 1973       |
| 5033 | Bu Pleasant                               | Ms. Bu                                                   | 1973       |
| 5034 | Red Rodney                                | Bird Lives!                                              | 1973       |
| 5035 | Joe Chambers                              | The Almoravid                                            | 1971, 1973 |
| 5036 | Willis Jackson                            | West Africa                                              | 1973       |
| 5037 | Phil Woods                                | Musique du Bois                                          | 1974       |
| 5038 | Eric Kloss                                | Essence                                                  | 1973       |
| 5039 | Pat Martino                               | Consciousness                                            | 1974       |
| 5040 | Carlos Garnett                            | Black Love                                               | 1974       |
| 5041 | Mark Murphy                               | Mark II                                                  | 1973       |
| 5042 | Catalyst                                  | Unity                                                    | 1974       |
| 5043 | Eddie Jefferson                           | Things Are Getting Better                                | 1974       |
| 5044 | Kenny Barron                              | Peruvian Blue                                            | 1974       |
| 5045 | Teddy Edwards                             | Feelin's                                                 | 1974       |
| 5046 | Red Rodney                                | Superbop                                                 | 1974       |
| 5047 | The Visitors                              | Rebirth                                                  | 1974       |
| 5048 | Willis Jackson                            | Headed and Gutted                                        | 1974       |
| 5049 | Dom Um Romao                              | Spirit of the Times                                      | 1973       |
| 5052 | Louis Hayes                               | Breath of Life                                           | 1974       |
| 5053 | Kenny Dorham                              | Ease It! [riedizione di Jazztime JT 001]                 | 1961       |
| 5054 | Harold Vick                               | Commitment                                               | 1967       |
| 5055 | Lester Bowie                              | Fast Last!                                               | 1974       |
| 5056 | Kenny Clarke e Francy Boland              | Open Door                                                | 1967       |
| 5057 | Carlos Garnett                            | Journey to Enlightenment                                 | 1974       |
| 5058 | Woody Shaw                                | The Moontrane                                            | 1974       |
| 5059 | Cedar Walton                              | Firm Roots                                               | 1974       |
| 5060 | Walter Bishop Jr.                         | Valley Land                                              | 1974       |
| 5061 | Cecil Payne                               | Bird Gets the Worm                                       | 1976       |
| 5062 | Robin Kenyatta                            | Nomusa                                                   | 1975       |
| 5063 | Eddie Jefferson                           | Still on the Planet                                      | 1976       |
| 5064 | Linc Chamberland                          | A Place Within                                           | 1976       |
| 5065 | Joe Bonner                                | The Lifesaver                                            | 1974       |
| 5066 | Walter Bishop Jr.                         | Speak Low [=Jazztime JT 002]                             | 1961       |
| 5067 | Sonny Stitt                               | Mellow                                                   | 1975       |
| 5068 | Sonny Criss                               | Crisscraft                                               | 1975       |
| 5069 | Catalyst                                  | A Tear and a Smile                                       | 1975       |
| 5070 | Kenny Barron                              | Lucifer                                                  | 1975       |
| 5071 | Creative Construction Company             | Creative Construction Company                            | 1970       |
| 5072 | Stan Bronstein                            | Our Island Music                                         | 1976       |
| 5073 | David Matthews                            | Big Band Live at the Five Spot                           | 1975       |
| 5074 | Woody Shaw                                | Love Dance                                               | 1975       |
| 5075 | Pat Martino                               | Exit                                                     | 1976       |
| 5076 | Clifford Jordan                           | Night of the Mark VII                                    | 1975       |
| 5077 | Eric Kloss                                | Bodies' Warmth                                           | 1975       |
| 5078 | Mark Murphy                               | Mark Murphy Sings                                        | 1975       |
| 5079 | Carlos Garnett                            | Let This Melody Ring On                                  | 1975       |
| 5080 | Buster Williams                           | Pinnacle                                                 | 1975       |
| 5081 | Lester Bowie                              | Rope-A-Dope                                              | 1975       |
| 5082 | Richie Cole e Eric Kloss                  | Battle of the Saxes                                      | 1976       |
| 5083 | Richard Davis                             | With Understanding [=Cobblestone CST 9003]               | 1971       |
| 5084 | Rickie Boger                              | Slow Down Baby                                           | 1975       |
| 5085 | Dom Salvador                              | My Family                                                | 1976       |
| 5086 | Hermeto Pascoal                           | Hermeto [=Cobblestone CST 9000]                          | 1972       |
| 5087 | Elmore James / Eddie Taylor               | Street Talkin' [=Cobblesone CST 9001]                    | 1964       |
| 5088 | Red Rodney                                | The Red Tornado                                          | 1975       |
| 5089 | Sonny Criss                               | Out of Nowhere                                           | 1975       |
| 5090 | Pat Martino                               | We'll Be Together Again                                  | 1976       |
| 5091 | Sonny Stitt                               | My Buddy: Sonny Stitt Plays for Gene Ammons              | 1975       |
| 5092 | Dave Pike                                 | Time Out of Mind                                         | 1975       |
| 5093 | Richard Davis e Jill McManus              | As One                                                   | 1975       |
| 5094 | The Visitors                              | Motherland                                               | 1975       |
| 5095 | Robin Kenyatta                            | Beggars and Stealers                                     | 1969, 1975 |
| 5096 | Pat Martino                               | Footprints [=Cobblestone CST 9015]                       | 1972       |
| 5097 | Creative Construction Company             | Creative Construction Company Vol. II                    | 1970       |
| 5098 | Dave Matthews' Big Band                   | Night Flight                                             | 1976       |
| 5099 | Etta Jones                                | Ms. Jones to You                                         | 1976       |
| 5100 | Willis Jackson                            | In the Alley                                             | 1976       |
| 5101 | Buster Williams                           | Crystal Reflections                                      | 1976       |
| 5102 | Mark Murphy                               | Stolen Moments                                           | 1978       |
| 5103 | Woody Shaw                                | Little Red's Fantasy                                     | 1976       |
| 5104 | Carlos Garnett                            | Cosmos Nucleus                                           | 1976       |
| 5105 | Clifford Jordan                           | Remembering Me-Me                                        | 1976       |
| 5106 | Steve Kuhn                                | Raindrops: Live in New York [=Cobblestone CST 9020]      | 1972       |
| 5107 | Harold Ousley                             | The People's Groove                                      | 1972, 1976 |
| 5108 | David Schnitter                           | Invitation                                               | 1976       |
| 5109 | David Friesen                             | Color Pool                                               | 1975       |
| 5110 | Houston Person                            | Stolen Sweets                                            | 1976       |
| 5111 | Red Rodney                                | Red, White and Blues                                     | 1976       |
| 5112 | Eric Kloss e Barry Miles                  | Together                                                 | 1976       |
| 5113 | Stan Bronstein                            | Living on the Avenue                                     | 1976       |
| 5114 | Joe Bonner                                | Angel Eyes                                               | 1974, 1976 |
| 5115 | Richard Davis                             | Harvest                                                  | 1977       |
| 5116 | Eddie "Cleanhead" Vinson                  | The "Clean" Machine                                      | 1978       |
| 5117 | Woody Shaw                                | In The Beginning [unissued, released as 5298]            | 1965       |
| 5118 | Sonny Phillips                            | My Black Flower                                          | 1976       |
| 5119 | Richie Cole                               | New York Afternoon                                       | 1976       |
| 5120 | Grant Green                               | Iron City [=Cobblestone CST 9002]                        | 1967       |
| 5121 | Don Patterson                             | Movin' Up!                                               | 1977       |
| 5122 | Emanuel K. Rahim                          | Total Submission [=Cobblestone CST 9014?]                | 1972       |
| 5123 | Hank Jones                                | Bop Redux                                                | 1977       |
| 5124 | Barry Altschul                            | You Can't Name Your Own Tune                             | 1977       |
| 5125 | Louis Hayes                               | The Real Thing                                           | 1977       |
| 5126 | Charles Earland                           | Smokin' [3 tracks reissued from Choice CMG-520]          | 1969, 1977 |
| 5127 | Eddie Jefferson                           | The Live-liest                                           | 1976       |
| 5128 | Clifford Jordan                           | Inward Fire                                              | 1977       |
| 5129 | Sonny Stitt                               | Blues for Duke                                           | 1975       |
| 5130 | Red Garland                               | Feelin' Red                                              | 1978       |
| 5131 | Brownie McGhee e Sonny Terry              | You Hear Me Talkin'                                      | 1958-1961  |
| 5132 | Cedar Walton / Hank Mobley Quintet        | Breakthrough! [=Cobblestone CST 9011]                    | 1972       |
| 5133 | Carlos Garnett                            | The New Love                                             | 1977       |
| 5134 | Groove Holmes                             | Shippin' Out                                             | 1977       |
| 5135 | Red Rodney                                | Home Free                                                | 1977       |
| 5136 | Houston Person                            | The Big Horn                                             | 1976       |
| 5138 | Jimmy Heath                               | Jimmy [=Cobblestone CST 9012]                            | 1972       |
| 5139 | Woody Shaw                                | The Woody Shaw Concert Ensemble at the Berliner Jazztage | 1976       |
| 5140 | Kenny Barron e Ted Dunbar                 | In Tandem                                                | 1975       |
| 5141 | Harlod Ousley                             | Sweet Double Hipness                                     | 1972       |
| 5142 | Walter Bishop Jr.                         | Soul Village                                             | 1977       |
| 5143 | Jonothan Schwartz                         | Jonathan Schwartz Sings Arthur Schwartz: Alone Together  | 1977       |
| 5144 | Kenny Burrell                             | Handcrafted                                              | 1978       |
| 5145 | Etta Jones                                | My Mother's Eyes                                         | 1977       |
| 5146 | Willis Jackson                            | The Gator Horn                                           | 1977       |
| 5147 | Eric Kloss                                | Now                                                      | 1978       |
| 5148 | Don Patterson                             | Why Not...                                               | 1978       |
| 5149 | Sam Jones                                 | Something in Common                                      | 1977       |
| 5150 | Vic Juris                                 | Roadsong                                                 | 1977       |
| 5151 | Walter Bishop Jr.                         | Cubicle                                                  | 1978       |
| 5152 | Bill Hardman                              | Home                                                     | 1978       |
| 5153 | David Schnitter                           | Goliath                                                  | 1977       |
| 5154 | Eddie Daniels                             | Brief Encounter                                          | 1977       |
| 5155 | Richie Cole                               | Alto Madness                                             | 1977       |
| 5156 | Charles Earland                           | Mama Roots [alcuni ristampati dall'etichetta Choice]     | 1969, 1977 |
| 5157 | Sonny Phillips                            | I Concentrate On You                                     | 1977       |
| 5158 | Johnny Lytle                              | Everything Must Change                                   | 1977       |
| 5159 | Junior Cook                               | Good Cookin'                                             | 1979       |
| 5160 | Woody Shaw                                | The Iron Men                                             | 1977       |
| 5161 | Houston Person                            | Wild Flower                                              | 1977       |
| 5162 | Willis Jackson                            | Bar Wars                                                 | 1977       |
| 5163 | Clifford Jordan                           | The Adventurer                                           | 1978       |
| 5164 | Gene Ludwig                               | Now's the Time                                           | 1979       |
| 5165 | Joe Chambers con Larry Young              | Double Exposure                                          | 1978       |
| 5166 | Morgana King                              | Stretchin' Out                                           | 1977       |
| 5167 | Groove Holmes                             | Good Vibrations                                          | 1977       |
| 5168 | Dave Pike                                 | On a Gentle Note                                         | 1977       |
| 5169 | Hank Jones                                | Groovin' High                                            | 1978       |
| 5170 | Catalyst                                  | Catalyst [=Cobblestone CST 9018?]                        | 1972       |
| 5171 | Buster Williams                           | Heartbeat                                                | 1978       |
| 5172 | Walt Barr                                 | First Visit                                              | 1978       |
| 5173 | Jaki Byard                                | Family Man                                               | 1978       |
| 5174 | Mickey Tucker                             | Mister Mysterious                                        | 1978       |
| 5175 | Etta Jones                                | If You Could See Me Now                                  | 1978       |
| 5176 | Barry Altschul                            | Another Time, Another Place                              | 1978       |
| 5177 | Brownie McGhee e Sonny Terry              | Hootin'                                                  | 1958-1961  |
| 5178 | Houston Person                            | The Nearness of You                                      | 1977       |
| 5179 | Willis Jackson e Pat Martino              | Single Action                                            | 1978       |
| 5180 | Richard Davis                             | Way Out West                                             | 1977       |
| 5181 | Charles Earland                           | Infant Eyes                                              | 1978       |
| 5182 | Pepper Adams                              | Reflectory                                               | 1978       |
| 5183 | Walter Bishop Jr.                         | Hot House                                                | 1977, 1978 |
| 5184 | Bill Hardman                              | Politely                                                 | 1981       |
| 5185 | Johnny Lytle                              | Fast Hands                                               | 1980       |
| 5186 | Ron Escheté                               | To Let You Know I Care                                   | 1978       |
| 5188 | Ricky Ford                                | Manhattan Plaza                                          | 1978       |
| 5190 | Morgana King                              | Everything Must Change                                   | 1978       |
| 5191 | Arnett Cobb                               | Live at Sandy's!                                         | 1978       |
| 5192 | Richie Cole                               | Keeper of the Flame                                      | 1978       |
| 5193 | Charlie Shoemake                          | Sunstroke                                                | 1978       |
| 5194 | Mack Goldsbury                            | Anthropo-Logic                                           | 1978       |
| 5195 | The Visitors                              | Neptune [=Cobblestone CST 9010?]                         | 1971       |
| 5196 | Eric Kloss                                | Celebration                                              | 1979       |
| 5197 | David Schnitter                           | Thundering                                               | 1978       |
| 5198 | Buddy Tate                                | Live at Sandy's                                          | 1978       |
| 5199 | Houston Person                            | Suspicions                                               | 1980       |
| 5200 | Willis Jackson e Von Freeman              | Lockin' Horns                                            | 1978       |
| 5201 | Charles Earland                           | Pleasant Afternoon                                       | 1978       |
| 5202 | Eddie "Lockjaw" Davis                     | The Heavy Hitter                                         | 1979       |
| 5203 | Dave Pike                                 | Let the Minstrels Play On                                | 1978       |
| 5204 | Sonny Stitt                               | Sonny's Back                                             | 1980       |
| 5205 | John Lee Hooker                           | Sittin' Here Thinkin'                                    | 1961       |
| 5206 | Vic Juris                                 | Horizon Drive                                            | 1979       |
| 5207 | Richie Cole                               | Hollywood Madness                                        | 1979       |
| 5208 | Eddie "Cleanhead" Vinson                  | Live at Sandy's                                          | 1978       |
| 5209 | Red Rodney                                | Live at the Village Vanguard                             | 1980       |
| 5210 | Walt Barr                                 | East Winds                                               | 1979       |
| 5211 | Steve Giordano                            | Daybreak                                                 | 1979       |
| 5212 | Various Artists                           | Cryin' in the Morning                                    |            |
| 5213 | Pepper Adams                              | The Master...                                            | 1980       |
| 5214 | Etta Jones                                | Save Your Love for Me                                    | 1980       |
| 5215 | Mark Murphy                               | Satisfaction Guaranteed                                  | 1979       |
| 5216 | Kenny Burrell                             | Kenny Burrell Live at the Village Vanguard               | 1978       |
| 5217 | Helen Humes                               | Helen Humes and the Muse All Stars                       | 1979       |
| 5218 | Junior Cook                               | Somethin's Cookin'                                       | 1981       |
| 5219 | Memphis Slim                              | I'll Just Keep On Singin' The Blues                      |            |
| 5220 | Kenny Barron                              | Golden Lotus                                             | 1980       |
| 5221 | Charlie Shoemake                          | Blue Shoe                                                | 1979       |
| 5222 | David Schnitter                           | Glowing                                                  | 1979       |
| 5223 | Mickey Tucker                             | The Crawl                                                | 1979       |
| 5224 | Morgana King                              | Higher Ground                                            | 1979       |
| 5226 | Neal Creque                               | Black Velvet Rose [=Cobblestone CST 9005]                | 1972       |
| 5227 | Ricky Ford                                | Flying Colors                                            | 1980       |
| 5228 | Sonny Stitt                               | In Style                                                 | 1981       |
| 5229 | Gil Goldstein                             | Wrapped in Your Cloud                                    | 1980       |
| 5230 | Tony Scott                                | Golden Moments                                           | 1959       |
| 5231 | Houston Person                            | Very PERSONal                                            | 1980       |
| 5232 | Charles "Bobo" Shaw e Human Arts Ensemble | P'NKJ'ZZ                                                 | 1981       |
| 5233 | Helen Humes                               | Helen                                                    | 1980       |
| 5234 | David Newman                              | Resurgence!                                              | 1980       |
| 5235 | Bill Barron                               | Jazz Caper                                               | 1978       |
| 5236 | Arnett Cobb                               | More...Live at Sandy's!                                  | 1978       |
| 5237 | Phil Woods e Richie Cole                  | Side By Side                                             | 1980       |
| 5238 | Walt Barr                                 | Artful Dancer                                            | 1980       |
| 5239 | Groove Holmes                             | Broadway                                                 | 1980       |
| 5240 | Charles Earland                           | In the Pocket                                            | 1982       |
| 5241 | Kenny Burrell                             | Kenny Burrell in New York                                | 1978       |
| 5242 | Ira Sullivan                              | Ira Sullivan Does It All                                 | 1981       |
| 5243 | Eddie "Cleanhead" Vinson                  | Hold It Right There!                                     | 1978       |
| 5244 | Cedar Walton e Abbey Lincoln              | The Maestro                                              | 1980       |
| 5245 | Richie Cole                               | Cool C                                                   | 1981       |
| 5246 | Ron Escheté                               | Line Up                                                  | 1980       |
| 5247 | Lou Donaldson                             | Sweet Poppa Lou                                          | 1981       |
| 5248 | Melvin Sparks                             | Sparkling                                                | 1981       |
| 5249 | Buddy Tate                                | Hard Blowin'                                             | 1978       |
| 5250 | Ricky Ford                                | Tenor for the Times                                      | 1981       |
| 5251 | Bruce Forman                              | River Journey                                            | 1981       |
| 5252 | Art Hodes                                 | Someone to Watch Over Me                                 | 1981       |
| 5253 | Mark Murphy                               | Bop for Kerouac                                          | 1981       |
| 5255 | David Friesen                             | Storyteller                                              | 1981       |
| 5256 | Albert Dailey                             | Textures                                                 | 1981       |
| 5257 | Morgana King                              | Looking Through the Eyes of Love                         | 1981       |
| 5258 | Jon Hendricks                             | Love                                                     | 1981, 1982 |
| 5259 | Bill Hardman                              | Focus                                                    | 1980       |
| 5260 | Houston Person                            | Heavy Juice                                              | 1982       |
| 5261 | Dave Pike                                 | Moon Bird                                                | 1981       |
| 5262 | Etta Jones                                | Love Me With All Your Heart                              | 1983       |
| 5263 | Linc Chamberland                          | Yet To Come                                              | 1981       |
| 5264 | Kenny Burrell                             | Listen to the Dawn                                       | 1980       |
| 5265 | Vic Juris                                 | Bleecker Street                                          | 1981       |
| 5266 | Tony Scott                                | I'll Remember                                            | 1959       |
| 5267 | Red Rodney                                | Hi Jinx at the Vanguard                                  | 1980       |
| 5268 | Charles "Bobo" Shaw                       | Bugle Boy Bop                                            | 1977       |
| 5269 | Sonny Stitt                               | The Last Stitt Sessions Vol. 1                           | 1982       |
| 5270 | Richie Cole                               | Alive!                                                   | 1981       |
| 5271 | Johnny Lytle                              | Good Vibes                                               | 1981       |
| 5272 | Harold Land                               | Xocia's Dance                                            | 1981       |
| 5273 | Bruce Forman                              | 20/20                                                    | 1981       |
| 5274 | Red Rodney e Ira Sullivan                 | Night and Day                                            | 1981       |
| 5275 | Ricky Ford                                | Interpretations                                          | 1982       |
| 5276 | Mitch Farber                              | Starclimber                                              | 1982       |
| 5279 | Art Hodes e Milt Hinton                   | Just the Two of Us                                       | 1981       |
| 5280 | Sonny Stitt                               | The Last Stitt Sessions Vol. 2                           | 1982       |
| 5281 | Kenny Burrell                             | Groovin' High                                            | 1981       |
| 5282 | Eddie "Cleanhead" Vinson                  | Eddie "Cleanhead" Vinson & Roomful of Blues              | 1982       |
| 5283 | David Newman                              | Still Hard Times                                         | 1982       |
| 5286 | Mark Murphy                               | The Artistry of Mark Murphy                              | 1982       |
| 5287 | Stephane Grappelli e Hank Jones           | Stephane Grapelli and Hank Jones [=String 33852]         | 1979       |
| 5288 | Jimmy Witherspoon                         | Jimmy Witherspoon Sings the Blues                        |            |
| 5289 | Houston Person                            | Always on My Mind                                        | 1985       |
| 5290 | Red Rodney                                | The 3R's                                                 | 1979       |
| 5291 | Eric Kloss                                | Doors [=Cobblestone CST 9006]                            |            |
| 5292 | Lou Donaldson                             | Back Street                                              | 1982       |
| 5293 | Big Joe Turner                            | Blues Train                                              | 1983       |
| 5294 | Willis Jackson                            | Nothing Butt...                                          | 1980       |
| 5295 | Richie Cole                               | Some Things Speak for Themselves [=Seven Seas K28P-6067] | 1981       |
| 5296 | Ricky Ford                                | Future's Gold                                            | 1983       |
| 5297 | Mark Murphy                               | Brazil Song                                              | 1983       |
| 5298 | Woody Shaw                                | In the Beginning                                         | 1965       |
| 5299 | Bruce Forman                              | In Transit                                               | 1982       |
| 5301 | Morgana King                              | Portraits                                                | 1983       |
| 5302 | Esther Phillips                           | A Way to Say Goodbye                                     | 1984       |
| 5303 | Larry Coryell                             | Comin' Home                                              | 1984       |
| 5304 | Bobby Pierce                              | Piercing [=Cobblestone CST 9016]                         | 1972       |
| 5305 | Mal Waldron e David Friesen               | Encounters                                               | 1984       |
| 5306 | Bill Barron                               | Variations in Blue                                       | 1984       |
| 5307 | Red Rodney e Ira Sullivan                 | Alive in New York                                        | 1980       |
| 5308 | Mark Murphy                               | Mark Murphy Sings the Nat King Cole Songbook             | 1983       |
| 5309 | Bud Shank                                 | This Bud's for You...                                    | 1984       |
| 5310 | Eddie "Cleanhead" Vinson                  | Eddie "Cleanhead" Vinson Sings the Blues                 | 1978, 1982 |
| 5311 | Red Garland                               | I Left My Heart...                                       | 1978       |
| 5312 | Earle Warren                              | Earle Warren and the Count's Men                         | 1985       |
| 5313 | Pepper Adams e Frank Foster               | Generations                                              | 1985       |
| 5314 | Ricky Ford                                | Shorter Ideas                                            | 1984       |
| 5315 | Bruce Forman                              | The Bash                                                 | 1982       |
| 5316 | Willis Jackson                            | Ya Understand Me? [=Black & Blue 33810]                  | 1980       |
| 5317 | Kenny Burrell                             | A la Carte                                               | 1983       |
| 5318 | Woody Shaw                                | Setting Standards                                        | 1983       |
| 5319 | Larry Coryell                             | Equipoise                                                | 1985       |
| 5320 | Mark Murphy                               | Murphy, Mark Sings the Nat King Cole Songbook Vol. 2     | 1983       |
| 5322 | Ricky Ford                                | Looking Ahead                                            |            |
| 5323 | Sonny Stitt                               | Constellation [=Cobblestone CST 9021]                    | 1972       |
| 5324 | Jimmy Ponder                              | Mean Streets – No Bridges                                | 1987       |
| 5325 | Jonothan Schwartz                         | Anyone Would Love You                                    | 1985       |
| 5326 | Morgana King                              | Simply Eloquent                                          | 1986       |
| 5327 | Jimmy Witherspoon                         | Midnight Lady Called the Blues                           | 1986       |
| 5328 | Pat Martino                               | The Return                                               |            |
| 5329 | Woody Shaw                                | Solid                                                    | 1986       |
| 5330 | Bobby Jones                               | The Legacy of Bobby Jones                                |            |
| 5331 | Houston Person                            | The Talk of the Town                                     | 1987       |
| 5332 | Members Only                              | Members Only                                             | 1987       |
| 5333 | Etta Jones                                | Fine and Mellow                                          | 1986       |
| 5334 | Sonny Stitt                               | Tune-Up! [=Cobblestone CST 9013]                         | 1972       |
| 5335 | Wallace Roney                             | Verses                                                   | 1987       |
| 5336 | Hendricks, Michele                        | Carryin' On                                              | 1987       |
| 5337 | Bowie, Lester                             | Hello Dolly [=Muse 5055]                                 | 1974       |
| 5338 | Woody Shaw                                | Imagination                                              | 1987       |
| 5339 | Morgana King                              | Another Time, Another Space                              | 1987       |
| 5340 | Benny Waters                              | From Paradise (Small's) to Shangri-La                    | 1987       |
| 5341 | Cindy Blackman                            | Arcane                                                   | 1987       |
| 5344 | Houston Person                            | Basics                                                   | 1987       |
| 5345 | Mark Murphy                               | Living Room                                              | 1984       |
| 5346 | Wallace Roney                             | Intuition                                                | 1988       |
| 5347 | Jimmy Ponder                              | Jump                                                     | 1988       |
| 5348 | Members Only                              | The Way You Make Me Feel                                 | 1988       |
| 5349 | Ricky Ford                                | Saxotic Stomp                                            | 1987       |
| 5350 | Larry Coryell                             | Toku Do                                                  | 1987       |
| 5351 | Etta Jones                                | I'll Be Seeing You                                       | 1987       |
| 5352 | Michael Carvin                            | First Time                                               |            |
| 5355 | Mark Murphy                               | Beauty and the Beast                                     | 1985, 1986 |
| 5356 | Al Cohn e Zoot Sims                       | Body and Soul [=Muse MR 5016]                            | 1973       |
| 5358 | Groove Holmes                             | Blues All Day Long                                       | 1988       |
| 5359 | Mark Murphy                               | Kerouac, Then and Now                                    | 1986       |
| 5360 | Larry Coryell                             | Shining Hour                                             | 1989       |
| 5361 | Jack McDuff                               | The Reentry                                              | 1988       |
| 5362 | Jack Walrath                              | Wholly Trinity                                           |            |
| 5363 | Michele Hendricks                         | Keepin' Me Satisfied                                     | 1988       |
| 5365 | Cindy Blackman                            | Code Red                                                 | 1990       |
| 5366 | Sheila Jordan e Harvie Swartz             | Old Time Feeling [~Palo Alto PA 8038-N]                  | 1982       |
| 5367 | Akio Sasajima con Joe Henderson           | Akio Sasajima with Joe Henderson                         |            |
| 5368 | Bill Barron                               | The Next Plateau                                         | 1987       |
| 5369 | James Spaulding                           | Brilliant Corners                                        | 1988       |
| 5370 | Michael Carvin                            | Between Me and You                                       | 1988       |
| 5371 | Red Rodney                                | Bird Lives! [=Muse MR 5034]                              | 1973       |
| 5372 | Wallace Roney                             | The Standard Bearer                                      | 1989       |
| 5373 | Ricky Ford                                | Hard Groovin'                                            | 1989       |
| 5374 | Jack McDuff                               | Another Real Good 'Un                                    | 1989, 1990 |
| 5375 | Jimmy Ponder                              | Come On Down                                             | 1990       |
| 5376 | Houston Person e Ron Carter               | Something in Common                                      | 1989       |
| 5377 | Cecil Brooks III                          | The Collective                                           | 1989       |
| 5378 | Jim McNeely                               | The Plot Thickens                                        |            |
| 5379 | Etta Jones                                | Sugar                                                    | 1989       |
| 5380 | Rod Williams                              | Hanging in the Balance                                   | 1989       |
| 5381 | Gloria Lynne                              | A Time for Love                                          | 1989       |
| 5382 | James Spaulding                           | Songs of Courage                                         | 1991       |
| 5383 | Jay Hoggard                               | Overview                                                 | 1989       |
| 5384 | Buck Hill                                 | Capital Hill                                             | 1989       |
| 5385 | Donald Brown                              | Sources of Inspiration                                   | 1989       |
| 5386 | Jerome Harris                             | In Passing                                               | 1989       |
| 5387 | Johnny Lytle                              | Happy Ground                                             | 1989       |
| 5388 | Shirley Scott                             | Oasis                                                    | 1989       |
| 5389 | Lonnie Plaxico                            | Plaxico                                                  | 1989       |
| 5390 | Sheila Jordan                             | Lost and Found                                           | 1989       |
| 5392 | Glenna Powrie                             | Asha                                                     | 1989       |
| 5394 | Jimmy Ponder                              | To Reach a Dream                                         | 1988, 1989 |
| 5395 | Groove Holmes                             | Hot Tat                                                  | 1989       |
| 5398 | Marty Ehrlich e Anthony Cox               | Falling Man                                              | 1989       |
| 5399 | Michael Carvin                            | Revelation                                               | 1989       |
| 5400 | Mitch Farber                              | Starclimber [~Muse MR 5276]                              | 1982, 1990 |
| 5401 | Dakota Staton                             | Dakota Staton                                            | 1990       |
| 5402 | Graham Haynes                             | What Time It Be!                                         | 1990       |
| 5403 | Jack Walrath                              | Out of the Tradition                                     | 1990       |
| 5404 | Michele Hendricks                         | Me and My Shadow                                         | 1990       |
| 5405 | Cedar Walton                              | As Long as There's Music                                 | 1990       |
| 5406 | Donald Brown                              | People Music                                             | 1990       |
| 5408 | Morgana King                              | I Just Can't Stop Loving You                             | 1990, 1991 |
| 5409 | Charles Earland                           | Whip Appeal                                              | 1990       |
| 5410 | Jay Hoggard                               | The Little Tiger                                         | 1990       |
| 5411 | Etta Jones                                | Christmas with Etta Jones                                | 1990       |
| 5412 | Rod Williams                              | Destiny Express                                          | 1990       |
| 5413 | James Spaulding                           | Gotstabe a Better Way!                                   | 1988       |
| 5414 | Gloria Lynne                              | No Detour Ahead                                          | 1992       |
| 5416 | Buck Hill                                 | The Buck Stops Here                                      | 1990       |
| 5417 | Akio Sasajima                             | Time Remembered                                          | 1989       |
| 5418 | Buddy Tate, Nat Simpkins e Houston Person | Just Friends                                             | 1990       |
| 5419 | Mark Murphy                               | What a Way to Go                                         | 1990       |
| 5420 | Lorez Alexandria                          | May I Come In                                            | 1990       |
| 5421 | Houston Person e Ron Carter               | Now's the Time                                           | 1990       |
| 5422 | Jack Walrath                              | Gut Feelings                                             | 1990       |
| 5423 | Wallace Roney                             | Obsession                                                | 1990       |
| 5425 | Sandy Graham                              | Sandy Graham                                             | 1989       |
| 5426 | Larry O'Neill                             | You Got Me Runnin'                                       | 1990, 1991 |
| 5427 | Lonnie Plaxico                            | Iridescence                                              | 1990       |
| 5428 | Cecil Brooks III                          | Hangin' with Smooth                                      | 1990       |
| 5429 | Sonny Stitt                               | The Champ [=Muse MR 5023]                                | 1973       |
| 5430 | Buster Williams                           | Crystal Reflections [~Muse MR 5101]                      | 1976       |
| 5431 | Johnny Lytle                              | Moonchild                                                | 1991       |
| 5432 | Randy Johnston                            | Walk On                                                  | 1991       |
| 5433 | Houston Person                            | Why Not!                                                 | 1990       |
| 5434 | Shirley Scott                             | Great Scott!                                             | 1991       |
| 5435 | Kenny Burrell e Rufus Reid                | Ellington a la Carte                                     | 1983       |
| 5436 | Mark Murphy                               | I'll Close My Eyes                                       | 1991       |
| 5437 | Cindy Blackman                            | Telepathy                                                | 1992       |
| 5438 | Lewis Keel                                | Coming Out Swinging                                      | 1990       |
| 5439 | Big Maybelle                              | The Last of Big Maybelle                                 |            |
| 5441 | Wallace Roney                             | Seth Air                                                 | 1991       |
| 5443 | Don Patterson                             | The Genius of the B3 [=Muse MR 5005]                     | 1972       |
| 5444 | Hank Jones                                | Bop Redux [=Muse MR 5123]                                | 1977       |
| 5445 | Clifford Jordan                           | Highest Mountain [=Muse MR 5076]                         |            |
| 5446 | Dave Pike                                 | Times Out of Mind [=Muse MR 5092]                        |            |
| 5447 | Donald Brown                              | Cause and Effect                                         | 1991       |
| 5448 | Akio Sasajima e Ron Carter                | Akioustically Sound                                      | 1991       |
| 5449 | Buck Hill                                 | I'm Beginning to See the Light                           | 1991       |
| 5450 | Jay Hoggard                               | The Fountain                                             | 1991       |
| 5451 | Houston Person                            | The Party                                                | 1989       |
| 5454 | Graham Haynes                             | Nocturne Parisian                                        | 1991, 1992 |
| 5455 | Charles Earland                           | Unforgettable                                            | 1991       |
| 5456 | Ron Jackson                               | A Guitar Thing                                           | 1991       |
| 5457 | Lorez Alexandria                          | I'll Never Stop Loving You                               | 1992       |
| 5458 | Michael Logan                             | Night Out                                                | 1990       |
| 5462 | Dakota Staton                             | Darling, Please Save Your Love for Me                    | 1991       |
| 5463 | Frenando Tarrés                           | On the Edges of White                                    | 1991       |
| 5466 | Charles Brown                             | Blues and Other Love Songs                               | 1992       |
| 5467 | James Spaulding                           | Blues Nexus                                              | 1993       |
| 5468 | Sheila Jordan                             | Heart Strings                                            | 1993       |
| 5469 | Antoine Roney                             | The Traveler                                             | 1992       |
| 5470 | Junior Cook                               | Somethin's Cookin' [~Muse MR 5218]                       | 1981       |
| 5471 | Gil Goldstein                             | The Sands of Time [=Muse MR 5229]                        | 1980       |
| 5472 | Woody Shaw                                | The Moontrane [=Muse MR 5058]                            | 1974       |
| 5473 | Helen Humes                               | Helen Humes e the Muse All-Stars [=Muse MR 5217]         |            |
| 5474 | Etta Jones                                | Reverse the Charges                                      | 1991, 1992 |
| 5475 | Jack Walrath                              | Serious Hang                                             | 1992       |
| 5476 | Jay Hoggard                               | In the Spirit                                            | 1992       |
| 5477 | Lonnie Plaxico                            | Short Takes                                              |            |
| 5478 | Ricky Ford                                | Tenor Madness Too!                                       | 1992       |
| 5479 | Donald Brown                              | Send One Your Love                                       | 1992       |
| 5480 | Houston Person                            | The Lion and His Pride                                   | 1991       |
| 5481 | Charles Earland                           | I Ain't Jivin' I'm Jammin'                               | 1992       |
| 5482 | Johnny Lytle                              | Possum Grease                                            | 1992       |
| 5483 | Buck Hill                                 | Impulse                                                  | 1992       |
| 5484 | Ernie Andrews                             | No Regrets                                               | 1992       |
| 5485 | Michael Carvin                            | Each One Teach One                                       |            |
| 5488 | Lorez Alexandria                          | Star Eyes                                                |            |
| 5489 | Sheila Jordan e Mark Murphy               | One for Junior                                           | 1991       |
| 5492 | Tex Allen                                 | Late Night                                               | 1991       |
| 5493 | Morgana King                              | This Is Always                                           | 1992       |
| 5494 | Chris White                               | The Chris White Project                                  | 1992       |
| 5495 | Randy Johnston                            | Jubilation                                               | 1992       |
| 5496 | Della Griffin                             | Travelin' Light                                          | 1992       |
| 5497 | Radam Schwartz                            | Organ-ized                                               | 1992       |
| 5499 | Charles Earland                           | Ready 'n Able                                            | 1995       |
| 5501 | John DeFrancesco                          | Doodlin'                                                 | 1992       |
| 5502 | Dakota Staton                             | Isn't This a Lovely Day                                  | 1992       |
| 5503 | Freddy Cole                               | This Is the Life                                         | 1993       |
| 5504 | Cecil Brooks III                          | Neck Peckin' Jammie                                      | 1993       |
| 5505 | Philip Harper                             | Soulful Sin                                              | 1993       |
| 5507 | Lafayette Harris                          | Lafayette Is Here                                        | 1992       |
| 5509 | Jimmy Forrest                             | Heart of the Forrest [=Palo Alto PAJ 8021]               | 1978       |
| 5510 | Nat Simpkins                              | Cookin' with Some Barbeque                               | 1994       |
| 5511 | Etta Jones                                | At Last                                                  | 1993, 1995 |
| 5512 | Randy Johnston                            | In A-Chord                                               | 1994       |
| 5514 | Jimmy Ponder                              | Soul Eyes                                                | 1991       |
| 5515 | Ron Jackson                               | Thinking of You                                          | 1993       |
| 5516 | Fernando Tarrés                           | Secret Rhythms                                           | 1993       |
| 5518 | Wallace Roney                             | Crunchin'                                                | 1993       |
| 5520 | Philip Harper                             | The Thirteenth Moon                                      | 1994       |
| 5521 | Cecil Brooks III                          | Smokin' Jazz                                             |            |
| 5522 | Donald Brown                              | Car Tunes                                                | 1993       |
| 5523 | Hannibal Marvin Peterson                  | One with the Wind                                        | 1993       |
| 5524 | Warren Vaché                              | Horn of Plenty                                           | 1993       |
| 5525 | Lonnie Plaxico                            | With All Your Heart                                      | 1993       |
| 5527 | Jay Hoggard                               | Love Is the Answer                                       | 1994       |
| 5528 | Joey DeFrancesco                          | All About My Girl                                        | 1994       |
| 5529 | Pat Martino                               | Interchange                                              | 1994       |
| 5530 | Houston Person                            | Christmas with Houston Person and Friends                | 1994       |
| 5531 | John DeFrancesco                          | Comin' Home                                              | 1994       |
| 5533 | Wallace Roney                             | Munchin'                                                 | 1993       |
| 5534 | Etta Jones with Benny Green               | My Gentleman Friend                                      | 1994       |
| 5539 | Russell Gunn                              | Young Gunn                                               | 1994       |
| 5540 | Teddy Edwards e Houston Person            | Horn to Horn                                             | 1994       |
| 5541 | Lafayette Harris e Melba Moore            | Happy Together                                           |            |
| 5542 | Cindy Blackman                            | The Oracle                                               | 1995       |
| 5543 | Ernie Andrews                             | The Great City                                           | 1995       |
| 5544 | Carlos Garnett                            | Resurgence                                               |            |
| 5546 | Antoine Roney                             | Whirling                                                 |            |
| 5547 | Warren Vaché                              | Talk to Me Baby                                          |            |
| 5552 | Pat Martino                               | Nightwings                                               |            |
| 5556 | Jay Hoggard                               | A Night in Greenwich Village                             |            |
| 5558 | Arnett Cobb                               | Live at Sandy's! [=Muse MR 5191 + MR 5236]               | 1978       |
| 5566 | Don Patterson e John Simon                | Legacy                                                   |            |
| 5567 | Jimmy Ponder                              | Something to Ponder                                      | 1994       |
| 5568 | Della Griffin                             | I'll Get By                                              |            |